# Nikko-Tanne
Die Nikko-Tanne (Abies homolepis) ist eine Pflanzenart aus der Gattung der Tannen (Abies) innerhalb der Kieferngewächse (Pinaceae). Sie ist in Japan heimisch.

## Beschreibung

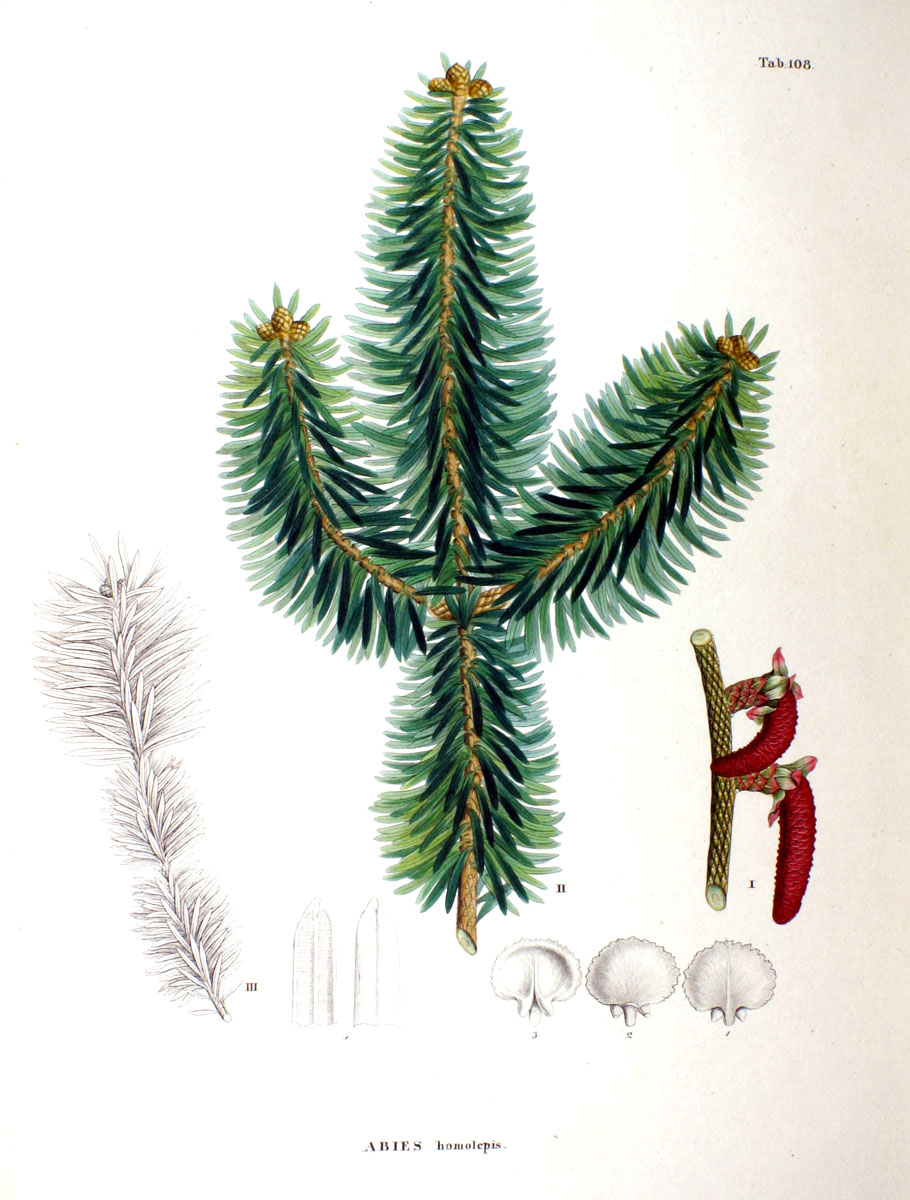
Illustration aus Philipp Franz von Siebold & Joseph Gerhard Zuccarini: Flora Japonica, 2, 1848, Tafel 108. Auch mit den roten männlichen Blütenzapfen.

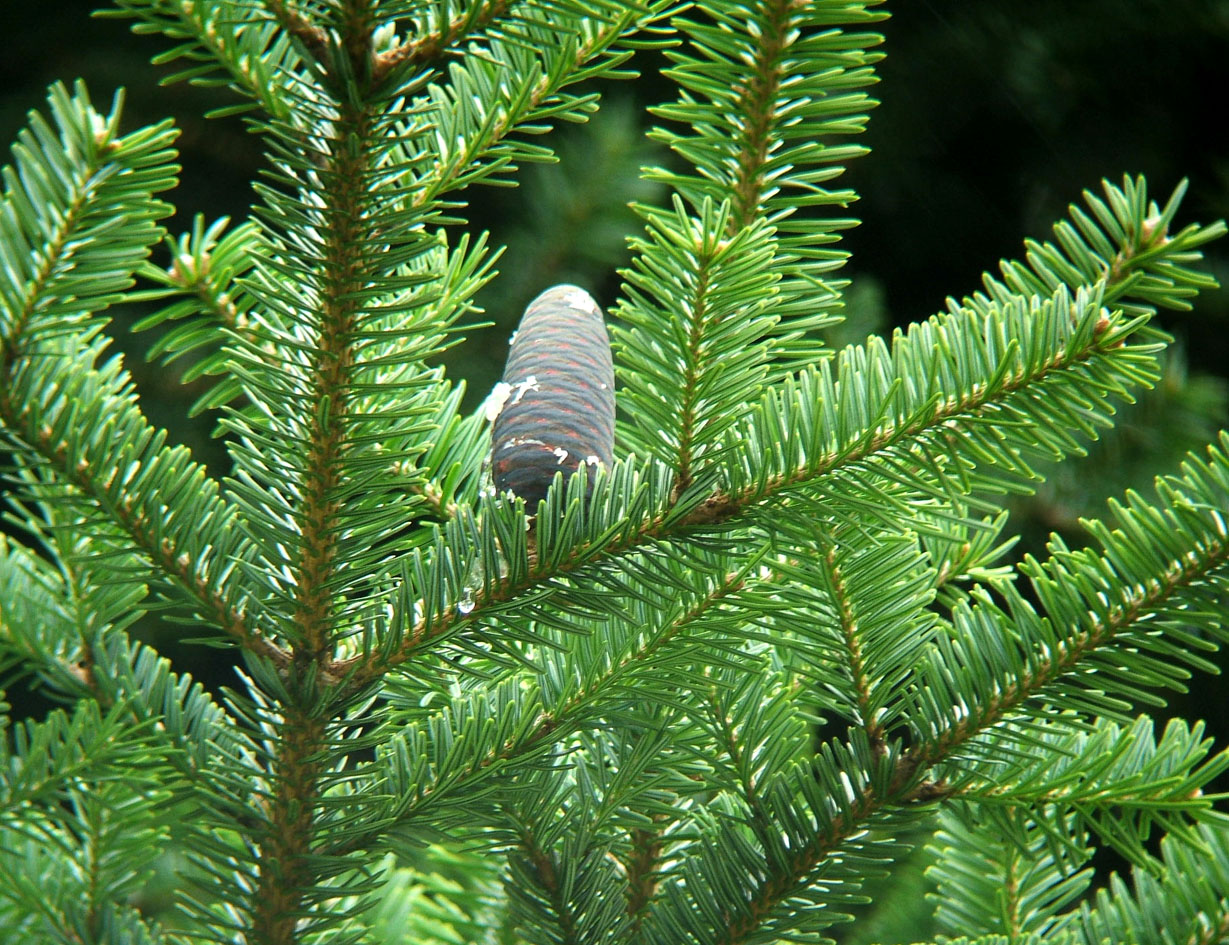
Zweig von unten mit Nadeln und aufrechten Zapfen

### Vegetative Merkmale
Die Nikko-Tanne ist ein immergrüner Baum, der Wuchshöhen von 25 bis 40 Metern und einen Stammumfang von 1 bis 5 Metern erreicht. Er besitzt eine relativ breite und lockere, pyramidenförmige Krone, die durch waagerecht vom Stamm abgehende Äste gebildet wird. Die Borke ist kleinschuppig und hat eine rötlich-graue bis dunkel violett-graue Farbe. Die Farbe der tief gefurchten Rinde der Zweige reicht von grau über braun bis hin zu einem gelblichen braun mit einem rosafarbenen Einschlag.
Die mit einer Größe von 10 bis 14 Millimeter konisch-eiförmigen Knospen werden teilweise durch die Nadeln verdeckt, sind braun gefärbt und von einer weißen Harzschicht bedeckt.
An der Zweigoberseite stehen die Nadeln V-förmig angeordnet während sie an der Zweigunterseite horizontal abgehen. Die Nadeln sind zwischen 1 und 3 Zentimeter lang und 2 bis 2,5 Millimeter breit. Die Nadeln sind oberseits glänzend dunkelgrün und unterseits bläulich-weiß gefärbt. An der Basis sind sie verdreht und die Nadelspitze ist stumpf oder zweigeteilt. An der Nadelunterseite verlaufen sechs bis acht Stomatabänder.

### Generative Merkmale
Die Nikko-Tanne ist einhäusig-getrenntgeschlechtig (monözisch). Die bei einer Länge von etwa 1,4 Zentimeter und einem Durchmesser von 7 Millimeter eiförmigen männlichen Blütenzapfen sind gelblich-grün gefärbt. Die mit einer Länge von 7 bis 10 Zentimeter sowie einem Durchmesser von 3 bis 4 Zentimetern zylindrischen Zapfen sind zur Reife hin harzig und dunkelviolett bis braun gefärbt. Die grauen Samen sind rund 1,8 Zentimeter groß.
Die Chromosomenzahl beträgt 2n = 24.

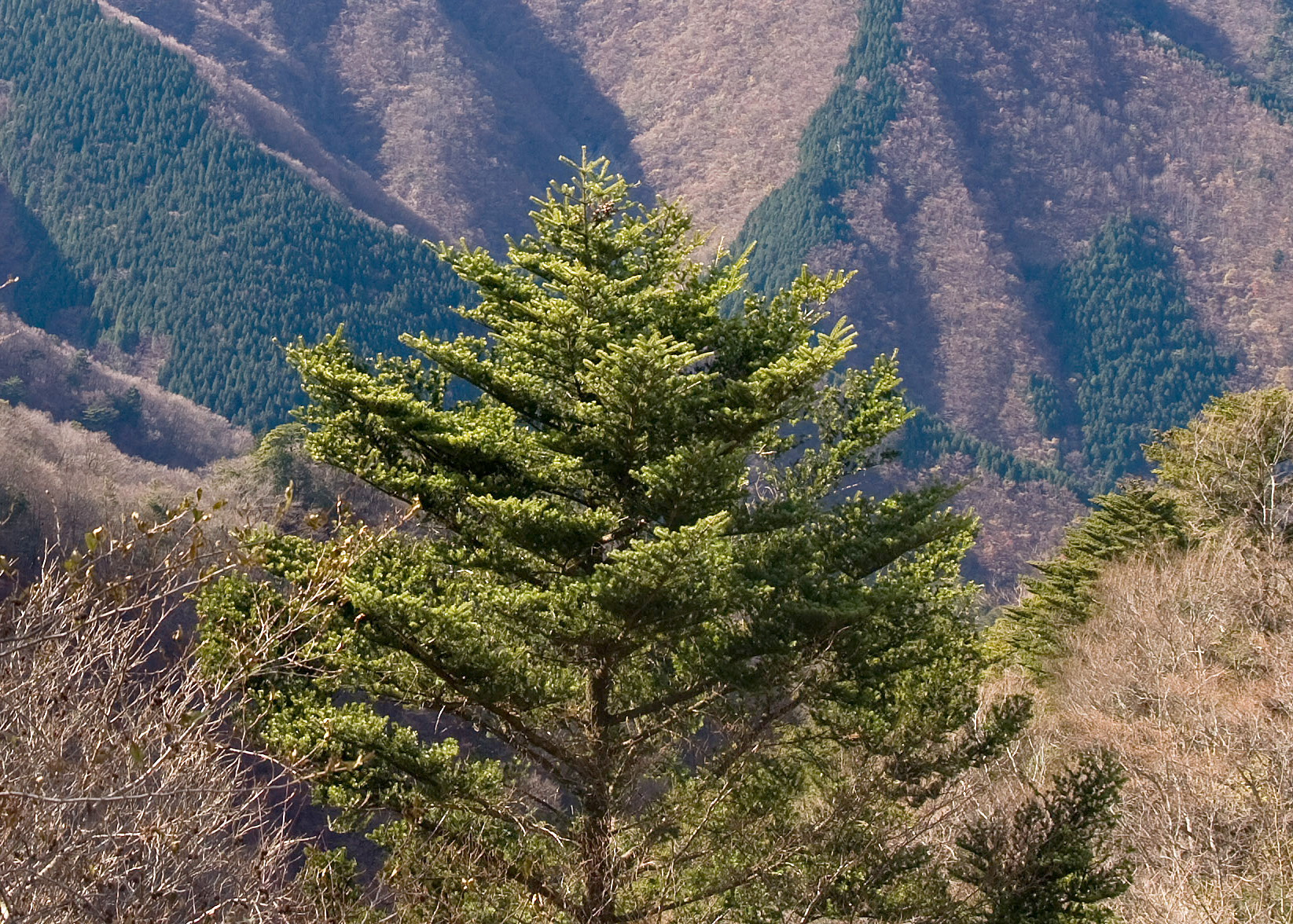
Nikko-Tanne in der Präfektur Kanagawa im Tanzawa-Bergland

## Verbreitung und Standort
Die Nikko-Tanne stammt ursprünglich von den japanischen Inseln Honshū, Kyushu und Shikoku und besiedelt dort vor allem die kühlen Bergregionen in Höhenlagen von 700 bis 2200 Metern. Heute wird sie weltweit vor allem in gemäßigten Breiten als Ziergehölz für Parks und Gärten genutzt.
Am natürlichen Standort bildet sie gemeinsam mit anderen kälteangepassten Bäumen wie der Mädchen-Kiefer (Pinus parviflora), der Japanischen Eibe (Taxus cuspidata), dem Japanischen Lebensbaum (Thuja standishii) und der Nordjapanischen Hemlocktanne (Tsuga diversifolia) Mischbestände.

## Systematik
Die Erstbeschreibung von Abies homolepis erfolgte 1842 durch Philipp Franz von Siebold und Joseph Gerhard Zuccarini in Flora Japonica, 2, S. 17, Tafel 108. Die Nikko-Tanne wird innerhalb der Gattung der Tannen (Abies) in die Sektion Momi und die Untersektion Homolepoides gestellt. Ein Synonym für Abies homolepis Sieb. & Zucc. ist Abies brachyphylla Maxim.
Man kann zwei Varietäten unterscheiden, die beide im zentralen und im südlichen Japan vorkommen:
- Abies homolepis var. homolepis
- Abies homolepis var. umbellata (Mayr) E.H.Wilson (Syn.: Abies umbellata Mayr).

## Gefährdung und Schutz
Die Nikko-Tanne wird in der Roten Liste der IUCN als „nicht gefährdet“ eingestuft. Die IUCN weist jedoch darauf hin, dass eine erneute Überprüfung der Gefährdung nötig ist.

### Ergänzende Literatur
- Roger Phillips: Der große Kosmos-Naturführer Bäume, Franckh-Kosmos, Stuttgart 1998; Seite 62 ISBN 3-440-07503-6